# رنجر (تگزاس)
رنجر، تگزاس(به انگلیسی: Ranger, Texas) شهری در ایالت تگزاس از ایالات جنوبی ایالات متحده آمریکا است. در سرشماری سال ۲۰۰۰، جمعیت این شهر ۲۵۸۴ نفر اعلام شد.